# Oratório RC
Der Oratório Recreativo Clube ist ein Fußballverein aus Macapá, im brasilianischen Bundesstaat Amapá. Das Maskottchen des Klubs ist der Schwertwal.

## Geschichte
Der Klub entstand innerhalb der religiösen Gemeinschaft der Igreja de Nossa Senhora de Fátima, der Kirche unserer Lieben Frau von Fatima. Ermutigt von den Patres wurde Oratório am 15. August 1969 von einer Gruppe junger Leute offiziell gegründet. Aufgrund dieser katholischen Herkunft waren die Sportler gezwungen, an Messen teilzunehmen, um für den Klub anzutreten. Als Maskottchen entwickelte sich der Schwertwal als Anspielung auf die Initialen des Klubs.

## Herren Fußball
Mindestens zwischen 1976 und 1979 hat Oratório drei Mal an der zweiten Liga der Staatsmeisterschaft von Amapá teilgenommen haben. Spätestens ab 1991, als aus der Staatsmeisterschaft ein Turnier für Profimannschaften wurde, nahm Oratório an deren obersten Liga teil. Man debütierte am 7. September beim Ypiranga Clube. Der Einstand endete in einer 1:2-Niederlage, aber bereits im zweiten Spiel stellte sich der erste Erfolg ein. Im Heimspiel gegen den CA Londrina am 12. September konnte sich der Klub mit 2:0 durchsetzen. Mit Unterbrechungen trat Oratório bis einschließlich 2002 in der obersten Spielklasse an. Dann zog man sich aus dem Profifußball zurück.
Ab 2009 war man dann wieder dabei und konnte 2012 erstmals deren Meisterschaft gewinnen. Der Titelgewinn führte den Klub zur ersten Teilnahme am Copa do Brasil, dem nationalen Pokal. Beim Copa do Brasil 2013 musste man in der ersten Runde gegen den Goiás EC antreten. Das erste Spiel zuhause verlor Oratório mit 1:3 und schied aus dem Turnier aus. Es fand kein Rückspiel statt, da zu der Zeit die Regelung bestand, dass wenn eine Mannschaft in einem Auswärts-Hinspiel mit mindestens zwei Toren unterschied gewinnt, es kein Rückspiel gibt.
Nach der Meisterschaft 2015 erfolgte der zweite Rückzug vom Profisport. Die erneute Rückkehr erfolgte 2022. Im Jahr darauf erreichte der Klub erreichte man erstmals wieder ein Halbfinale, 0:0 und 2:2 gegen den Independente EC. 2024 spielte Oratório wieder um die Meisterschaft mit. Gegner war der Serienmeister der letzten Jahre der Trem DC. Nachdem man das Heimspiel am 17. Juli mit 0:1 verlor, unterlag der Klub auch im Rückspiel eine Woche später mit 1:2 und musste sich mit der Vizemeisterschaft begnügen. Diese qualifizierte den Klub aber für seine zweite Teilnahme am Copa do Brasil.
Beim Copa do Brasil 2025 war der Konkurrent in der ersten Runde der EC São José. Auch dieses Mal unterlag der Klub mit 1:3, ein Rückspiel war nicht vorgesehen. In der Staatsmeisterschaft 2025 hieß das Duell wieder Oratório gegen Trem. Im ersten Spiel hatte Trem Heimrecht und gewann mit 1:0. Das 1:1 im Rückspiel reichte dann nicht mehr aus und man wurde wieder Vizemeister.

### Herren Teilnahme an Fußballwettbewerben
| Wettbewerb                  | Teilnahmen                                                     |
| --------------------------- | -------------------------------------------------------------- |
| Copa do Brasil              | 02× – 2013, 2025                                               |
| Staatsmeisterschaft Série A | 16× – 1991–1992, 1995, 1997, 2000–2002, 2009–2012, 2015, 2022– |
| Staatsmeisterschaft Série B | 03× – 1976–1977, 1979                                          |

### Herren Erfolge
- Staatsmeisterschaft von Amapá: 2012
- Staatsmeisterschaft von Amapá – Vizemeister: 2024, 2025
- Staatsmeisterschaft von Amapá – Série B: 1976, 1977, 1979

## Frauenfußball
Für Oratório tritt auch eine Damenmannschaft in der entsprechenden Staatsmeisterschaft seit 2009 an. Gleich bei seinem Debüt erreichte man das Finale, in man auf den Trem DC traf. In dem Spiel bei dem Klub am 10. August gewann Oratório mit 3:1. In der Folge schlossen sich weitere Meisterschaften an.
Die guten Platzierungen in der Staatsmeisterschaft qualifizierten Oratório zur Teilnahme am Copa do Brasil der Frauen. Erstmals 2009 als Staatsmeisterin. Das Debüt war nicht von Erfolg gekrönt. In der ersten Runde traf man auf den Pinheirense EC. Erreichte die Mannschaft im Hinspiel zuhause noch ein 2:2, unterlag Oratório im Rückspiel mit 1:7. Auch in den weiteren Auftritten im Pokal kam der Klub bislang nicht über die erste Runde hinaus.
2019 nahm Oratório zum ersten Mal an der Série A2, der zweiten nationalen Fußballliga teil. Bei der Série A2 2019 trat der Klub in der Qualifikationsrunde in der Gruppe A an. Die besten zwei Klubs einer Gruppe kamen in das Achtelfinale. Oratório erreichte in seinen fünf Spielen nur ein Unentschieden, wurde Letzter und schied aus. Im Gesamtklassement der 36. Teilnehmer reichte es für den 32. Platz. Auch die Teilnahmen in den beiden Jahren darauf waren nicht erfolgreicher.

### Frauen Teilnahme an Fußballwettbewerben
| Wettbewerb          | Teilnahmen                        |
| ------------------- | --------------------------------- |
| Série A2            | 3× – 2019, 2020, 2021             |
| Copa do Brasil      | 5× – 2009, 2010, 2011, 2012, 2016 |
| Staatsmeisterschaft | 8× – 2009–2011, 2015–2021, 2023–  |

### Frauen Erfolge
- Staatsmeisterschaft (8×): 2009, 2010, 2011, 2015, 2016, 2018, 2019, 2020